# 威廉森海崖
68°5′S 65°42′W / 68.083°S 65.700°W
威廉森海崖（英語：Williamson Bluff），是南極洲的海崖，位於葛拉漢地的鮑曼海岸，處於謝爾比山東北面7.4公里，海拔高度超過1,000米，在1940年9月28日由美國研究隊拍攝空中照片，現時由南極條約體系管理。
 本条目引用的公有领域材料来自美国地质调查局的文档 《威廉森海崖》 （資料來自地名信息系统）。